# Mérope (Pléyade)

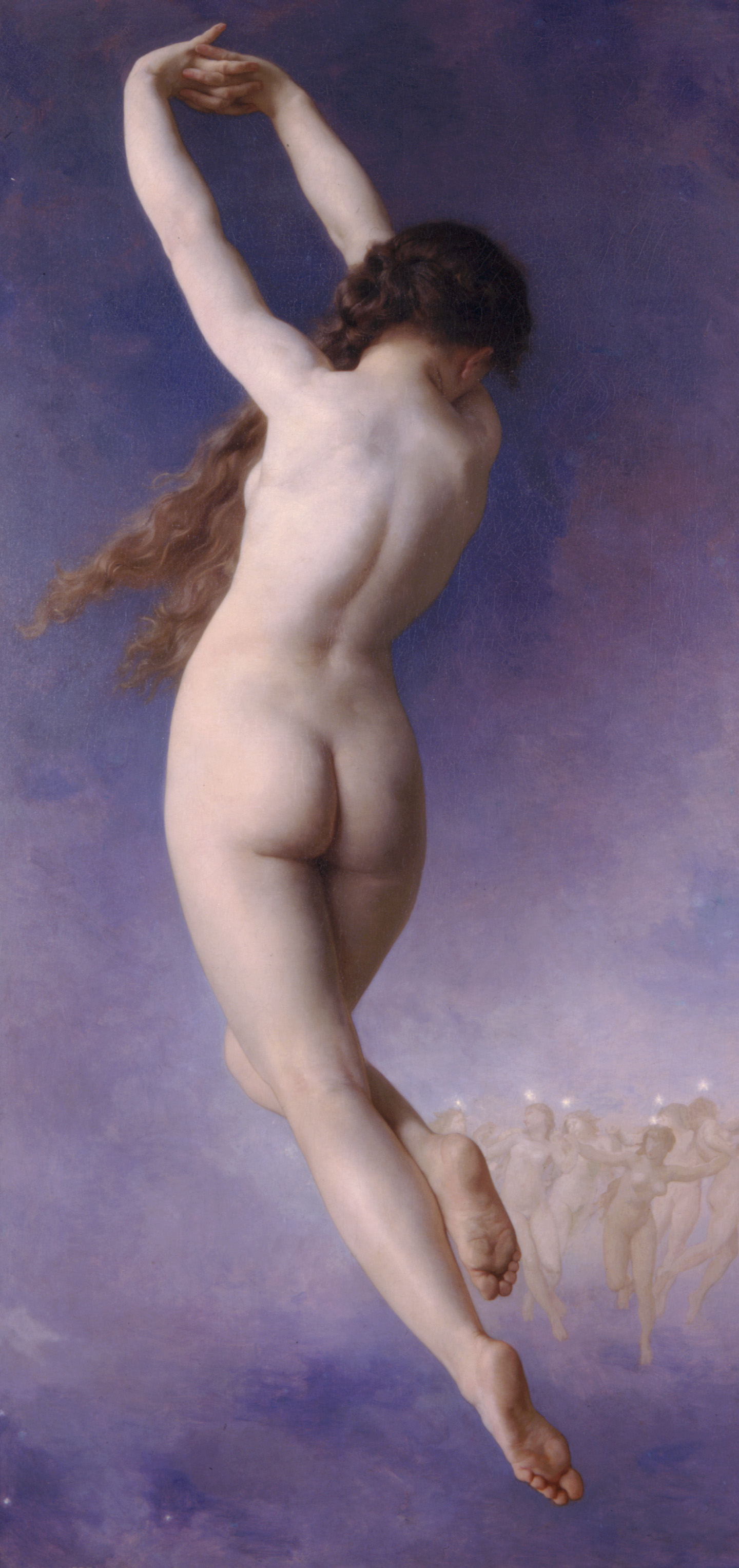
"Lost Pleiad", pintura de William-Adolphe Bouguereau (1825-1905).

Mérope (Μερόπη, la «que vira el rostro») era la séptima de las Pléyades, las hijas del titán Atlas y de la oceánide Pléyone que formaban la constelación homónima.
En una ocasión en que Pléyone y sus hijas viajaban por Beocia fueron acosadas por el cazador Orión, que no dejó de perseguirlas, sin alcanzarlas, durante siete años. Zeus se apiadó de las muchachas y les facilitó la subida al firmamento, donde desde entonces continúan su huida seguidas de cerca por la constelación de Orión. Su curso por la esfera celeste marcaba el inicio y el fin del verano, razón por la cual eran muy veneradas.
Aunque eran siete hermanas, sólo seis se pueden ver en el cielo. Una de las tradiciones atribuía esta circunstancia a que todas las hermanas estaban casadas con inmortales a excepción de Mérope, que era la esposa de Sísifo y que brillaba con menos intensidad por ser la única que había contraído matrimonio con un mortal. Además, Mérope había sido cómplice en la treta que usó su marido para librarse de la muerte, al no enterrarlo para que así él pudiera reclamar volver a la superficie para solucionar su debida sepultura.
Aunque el matrimonio de Sísifo con Mérope sí está bastante atestiguado apenas unas escasas fuentes llaman a Mérope madre de Glauco. Como es fama Glauco fue a su vez el padre putativo del héroe Belerofonte. Otros hijos de Sísifo, pues no se suele menciona a Mérope como la madre aunque es la única consorte asociada con Sísifo, fueron Tersandro, Ornitión (o Porfirión) e incluso Almo. Éstos fueron por tanto los fundadores de las casas reales de Corinto y Licia. Otra tradición explica que la pléyade que falta era Electra, que, entristecida al ver saqueada Troya, se cubrió el rostro con las manos.